# Pleiochiton magdalenense
Pleiochiton magdalenense är en tvåhjärtbladig växtart som beskrevs av Alexander Curt Brade. Pleiochiton magdalenense ingår i släktet Pleiochiton och familjen Melastomataceae. Inga underarter finns listade i Catalogue of Life.